# تپه سرکمریا
تپه سرکمریا مربوط به دوره سلجوقیان است و در شهرستان دورود، بخش مرکزی، دهستان ژان، ۱۰۰ متری غرب روستای قلعه جهانگیر واقع شده و این اثر در تاریخ ۶ اسفند ۱۳۸۵ با شمارهٔ ثبت ۱۷۶۱۱ به‌عنوان یکی از آثار ملی ایران به ثبت رسیده است.